# تشارلز أوغست بونتيمبس
تشارلز أوغست بونتيمبس (بالفرنسية: Charles-Auguste Bontemps)‏ (1893 - 1981) كان لاسلطويًا فرديًا ورافضًا للحروب والعنف ومفكرًا حرًا فرنسيًا وناشطًا يتبع المذهب الطبيعي وكاتبًا.

## حياته وعمله
ولد بونتيمبس في 9 فبراير عام 1893 في إقليم نيافر، فرنسا. تعاون مع الإذاعة اللاسلطوية «ماذا أقول (Ce qu'il faut dire) التي يديرها سيباستيان فور. بعد برهة من انضمامه إلى الحزب الشيوعي الفرنسي في الوقت الذي تلى ثورة أكتوبر الجارية حينها، انضم إلى منظمة معاداة العسكرية «الرابطة الدولية المعادية للحرب». انضم خلال الحرب الأهلية الإسبانية إلى «التضامن الدولي ضد الفاشية» أيضًا.
كان شخصية مهمة شاركت في تأسيس الفدرالية الأناركية الفرنسية. كتب بونتيمبس وموريس جويو المبادئ الأساسية للفدرالية، التي حرصت على تأسيس منظمة متعددة الميول واستقلال للمجموعات الفدرالية المصطفة تحت مبادئ اللاسلطوية التركيبية. شارك في إعادة تأسيس الفدرالية الأناركية الفرنسية عام 1953. في نحو العام 1967، تبادل كل من بونتيمبس وموريس جويو وغاي بودسون النقد على صحيفة «العالم الحر» التابعة للفدرالية الأناركية الفرنسية مع أعضاء الحركة الثورية المعروفة باسم «الأممية الموقفية» بمن فيهم غي ديبور.
كان مؤلفًا غزير الإنتاج، بالأخص حول المواضيع المتعلقة بالأناركية (اللاسلطوية) والفكر الحر ومعاداة العنف والمذهب الطبيعي الأناركي. تمحورت وجهات نظره عن الأناركية حول مفهوم «الفردية الاجتماعية» وهو ما كتب عنه كثيرًا.
دافع عن المنظور الأناركي المبني على «الملكية الجماعية للأشياء وفردانية الأشخاص».
توفي في 14 أكتوبر عام 1981 في باريس.